# الحزب الجمهوري المتحد (كينيا)
الحزب الجمهوري المتحد كان حزباً سياسياً في كينيا.

## التاريخ
أطلق ويليام روتو الحزب، بالاشتراك مع العديد من السياسيين الكينيين المتحالفين مع فصيل من الحركة الديمقراطية البرتقالية المعارض لرايلا أودينجا، كوسيلة لهم للانتخابات العامة في مارس 2013. تم الإعلان عن انطلاق الحزب بعد أسبوع من الاجتماعات في 15 يناير 2012. في ديسمبر، وقع ويليام روتو وزعماء العديد من الأحزاب السياسية الأخرى اتفاق ائتلاف قبل الانتخابات، حيث أصبح روتو نائبًا لأوهورو كينياتا وحصل الحزب على نصف مقاعد الانتصار الانتخابي. انضم الحزب لاحقًا إلى تحالف اليوبيل، الذي رشح كينياتا للرئاسة. في الانتخابات، انتخب كينياتا رئيسًا، في حين برز الحزب كثالث أكبر حزب في البرلمان، وفاز بـ 12 مقعدًا في مجلس الشيوخ و76 في الجمعية الوطنية.
في عام 2016 اندمج الحزب في حزب اليوبيل.